# Chrotomys sibuyanensis
Chrotomys sibuyanensis  (Rickart, Heaney, Goodman & Jansa, 2005) è un roditore della famiglia dei Muridi endemico dell'isola di Sibuyan, nelle Filippine.

## Descrizione

### Dimensioni
Roditore di medie dimensioni, con la lunghezza della testa e del corpo di 160 mm, la lunghezza della coda di 82 mm, la lunghezza del piede di 34 mm, la lunghezza delle orecchie di 10 mm e un peso fino a 104 g.

### Aspetto
La pelliccia è lunga, soffice e densa. Il colore del dorso è bruno-nerastro scuro, i fianchi sono gradualmente bruno-grigiastri mentre le parti ventrali sono grigio-giallastre scure con dei riflessi argentati. Una striscia sottile grigio-giallastra si estende dalla fronte fino alla base della coda.  Le guance sono grigio-brunastre. Il naso è privo di pigmento. Le vibrisse sono grigio-brunastre, lunghe e numerose. Le orecchie sono grigio-nerastre e quasi prive di peli. Il dorso delle zampe è privo di pigmento e cosparso di pochi piccoli peli argentati. La coda è più corta della testa e del corpo, marrone sopra, più chiara sotto e in punta, è rivestita di anelli di scaglie, ognuna corredata di 3 peli.

## Biologia

### Comportamento
È una specie notturna e terricola.

### Alimentazione
Si nutre di invertebrati.

## Distribuzione e habitat
Questa specie è endemica dell'isola di Sibuyan, nelle Filippine.
Vive nelle foreste montane e muschiose a circa 1.325 metri di altitudine.

## Conservazione
La IUCN Red List, considerato che questa specie è conosciuta soltanto in una località, classifica C.sibuyanensis come specie con dati insufficienti (DD).